# Laralyn McWilliams
Pour les articles homonymes, voir McWilliams.
Laralyn McWilliams, née le 25 février 1965 à Vicence (Vénétie, Italie) et morte le 5 février 2024, est une conceptrice et productrice de jeux vidéo américaine d'origine italienne.

## Biographie
Née à Vicence en Italie, Laralyn McWilliams est la directrice créative de Free Realms, un monde virtuel massivement multijoueur (MMO) pour adolescents et préadolescents.
En 2010, elle est reconnue par Massive Online Gaming comme l'une des personnes les plus influentes dans le domaine des MMO, partageant la première place avec le président de Sony Online, John Smedley. Citant son rôle à la fois de conceptrice et de porte-parole de Free Realms, elle joue « un rôle déterminant dans le renforcement de la notoriété, de la visibilité et de l'intérêt ».
Laralyn McWilliams est conceptrice principale, productrice ou directrice de jeux pour Disney et DreamWorks. Elle est également conceptrice principale de Full Spectrum Warrior chez Pandemic Studios et travaille avec John Singleton et Snoop Dogg sur le jeu annulé Fear & Respect.
Elle est classée parmi les meilleures femmes dans les MMO en 2010  et fait également partie des 20 Gamasutra pour les femmes dans les jeux . Elle écrit un post-mortem de Free Realms qui est publié dans le magazine Game Developer d'avril 2010.
En mars 2011, elle quitte SOE[Quoi ?] à San Diego.
Laralyn McWilliams est titulaire d'un Bachelor of Arts en psychologie du Vassar College et d'un Juris Doctor en droit de la faculté de droit de l'université de St. Louis,.
En 2021, son héritage durable dans l'industrie du jeu est reconnu par ses pairs, qui lui décernent le prix Lifetime Achievement lors de la 21e édition des Game Developers Choice Awards. Celui-ci récompense la carrière et les réalisations d'un développeur ayant eu un impact indélébile sur le métier de développeur de jeux et sur les jeux dans leur ensemble,.
Laralyn McWilliams meurt d'un cancer le 5 février 2024, à l'âge de 58 ans.